# Misery Bear
Pour les articles homonymes, voir Bear.
 (janvier 2019).
Misery Bear est le personnage principal d'une série de courts-métrages réalisés par Roughcut TV et publiés sur le site web de la BBC. Les films sont centrés sur l'existence malheureuse du personnage et son manque de succès dans ses vies professionnelle, affective et sociale, ainsi que sur sa consommation abusive d'alcool, sa boisson de prédilection étant le Jack Daniel's (bien que consommant également des canettes de bière et de vin).

## Épisodes
Le premier épisode de Misery Bear, intitulé Trip to London, a été réalisé en octobre 2009.
En mars 2011, un épisode spécial de Misery Bear a été réalisé pour l'opération de charité britannique Comic Relief, avec Kate Moss comme invitée, laquelle se lie d'abord d'amitié avec Misery Bear, avant de finalement lui révéler, sous l'influence de l'alcool, son intention de le kidnapper. Conjointement au film, une page d'appel aux dons a été créée pour Misery Bear.
En mars 2012, un autre film de charité a été réalisé dans le cadre du Sport Relief, avec Mo Farah, Lionel Richie et Chris Kendall (alias Crabstickz) en tant que personnalités invitées.
En novembre 2012, il est apparu aux côtés de Pudsey Bear et Geri Halliwell dans un sketch pour BBC Children in Need.

## Autres médias
Misery Bear est apparu dans un livre intitulé Misery Bear's Guide to Love and Heartbreak, paru en octobre 2011 et dans lequel il résume ses pensées, ses histoires, ses poèmes, ses photos, des passages de son journal intime, des recettes et des illustrations.

## Récompenses
- 2012 : "Best Internet Viral Show", décerné aux Loaded Laftas comedy awards[3],[4].